# Summit (Thou)
Summit è il terzo album in studio del gruppo musicale sludge metal Thou, pubblicato il 25 marzo 2014.

## Tracce
1. By Endurance We Conquer – 9:07
2. Grissecon – 8:27
3. Prometheus – 11:01
4. Another World Is Inevitable – 10:01
5. Summit Reprise – 2:51
6. Voices in the Wilderness – 11:19

## Formazione
Gruppo
- Bryan Funck – voce
- Andy Gibbs – chitarra
- Matthew Thudium – chitarra
- Mitch Wells –  basso
- Terry Gulino – batteria

Altri
- Derek Zimmer – coro
- Emily McWilliams – coro, pianoforte
- Amanda Wuerstlin - viola
- Daniel Ray - trombone
- Walt McClements - corni aggiuntivi
- Aubrey Freeman - corni aggiuntivi
- John Gerken - corni aggiuntivi
- Yosi Perlstein - corni aggiuntivi
- Misha Heil - corni aggiuntivi
- James K. - corni aggiuntivi
- Aurora Nealand - corni aggiuntivi

Produzione
- James Whitten – missaggio, produzione
- Adam Tucker – mastering
- Adam Bartlett – layout